# Muehlenbeckia nummularia
Muehlenbeckia nummularia là một loài thực vật có hoa trong họ Rau răm. Loài này được H. Gross mô tả khoa học đầu tiên năm 1913.